# Турино (Вологодская область)
Турино — деревня в Никольском районе Вологодской области.
Входит в состав Вахневского сельского поселения, с точки зрения административно-территориального деления — в Вахневский сельсовет.
Расстояние по автодороге до районного центра Никольска — 39 км, до центра муниципального образования Вахнево — 1 км. Ближайшие населённые пункты — Чернино, Вахнево, Большое Оксилово.
По переписи 2002 года население — 35 человек (17 мужчин, 18 женщин). Всё население — русские.